# Ithyphallic
Ithyphallic (в переводе с англ. — «Итифаллический») — пятый студийный альбом американской дэт-метал группы Nile, выпущен 17 июля 2007 года лейблом Nuclear Blast Records.

## Об альбоме
Продюсерами альбома стали Нейл Кернон и Эрик Рутан. Ithyphallic первый альбом группы, в котором не прилагалось описание лирики всех песен в обычном издании. Однако было выпущено 1000 копий ограниченного издания. Коробка имела форму пирамиды и содержала помимо диска с альбомом ещё несколько постеров и свиток с пояснениями лирики песен. На обложке альбома изображена статуя древнеегипетского бога изобилия Беса. Так же термин «Ithyphallic» помимо бога Беса связывали ещё с описанием фаллоса.
У фанатов была возможность получить альбом за две недели до его официального выхода. Для этого надо было расшифровать надпись на папирусе, сделанную древнеегипетскими иероглифами. 7 июля конкурс закончился и выяснилось, что искомое слово было — «Папирус».

## Список композиций
| №                   | Название                                                                                             | Длительность |
| ------------------- | --- | ------------ |
| 1.                  | «What Can Be Safely Written»                                                                         | 8:15         |
| 2.                  | «As He Creates, So He Destroys»                                                                      | 4:36         |
| 3.                  | «Ithyphallic»                                                                                        | 4:40         |
| 4.                  | «Papyrus Containing the Spell to Preserve Its Possessor Against Attacks from He Who Is in the Water» | 2:56         |
| 5.                  | «Eat of the Dead»                                                                                    | 6:29         |
| 6.                  | «Laying Fire Upon Apep»                                                                              | 3:25         |
| 7.                  | «The Essential Salts»                                                                                | 3:51         |
| 8.                  | «The Infinity of Stone»                                                                              | 2:04         |
| 9.                  | «The Language of the Shadows»                                                                        | 3:30         |
| 10.                 | «Even the Gods Must Die»                                                                             | 10:01        |
| Общая длительность: | Общая длительность:                                                                                  | 49:48        |

### Бонусные треки
1. «As He Creates, So He Destroys» (Instrumental; Digipak bonus track) — 4:50
2. «Papyrus Containing the Spell to Preserve Its Possessor Against Attacks From He Who Is in the Water» (Instrumental; Digipak bonus track) — 2:56

## Песни
- «As He Creates So He Destroys», «Eat of the Dead», «The Essential Salts», «The Language of the Shadows» и «What Can Be Safely Written» взяты от канадского оккультиста Дональда Тизона, Некрономикон: The Wanderings of Alhazred,[6] что является непосредственной данью к вымышленной мифологии Говарда Филлипса Лавкрафта.
- «Ithyphallic» означает «иметь стоячий пенис». Это слово, которое относится ко многим египетским богам изобилия и плодородия, поскольку этот символ, то как они были представлены египетскими священнослужителями.
- «Laying Fire Upon Apep» ссылка на один из методов, описанных в Книгах Apophis, которые Ра использовал, чтобы одолеть Злодея Апопа в их ночных поединках.
- «Papyrus Containing the Spell to Preserve Its Possessor Against Attacks From He Who Is in the Water» является ссылкой на ритуал из Книги Мертвых.
- «The Essential Salts» являются ссылкой на специальные соли, которые использовались жрецами Древнего Египта в мумификации, чтобы сохранить труп Фараона, хотя сам термин был навеян рассказом Г. Ф. Лавкрафта «Случай Чарльза Декстера Варда».[7]

## Чарты
| Год  | Чарт                            | Позиция |
| ---- | ------------------------------- | ------- |
| 2007 | Финский чарт                    | #13     |
| 2007 | Немецкий чарт                   | #76     |
| 2007 | Французский чарт                | #113    |
| 2007 | Голландский чарт                | #97     |
| 2007 | Billboard Top 200               | #162    |
| 2007 | Billboard Top Heatseekers Chart | #4      |

## Участники записи
- Карл Сандерс — вокал, гитара
- Даллас Толер-Уэйд — вокал, гитара, бас-гитара
- Джордж Коллиас — ударные, перкуссия
- Крис Лоллис — бэк-вокал